# Niphona regis-fernandi
Niphona regis-fernandi là một loài bọ cánh cứng trong họ Cerambycidae.